# Ali Bilgin
Ali Bilgin (Essen, 17 december 1981) is een professionele voetballer die sinds medio 2011 voetbalt bij Kasımpaşa SK. Ali Bilgin is geboren en getogen in Duitsland alwaar hij voetbalde bij Rot-Weiss Essen. In 2006 vertrok de Turk naar Antalyaspor. Hij maakte hier zoveel indruk, dat buitenlandse (Olympique Marseille, FC Metz) en Turkse (Galatasaray SK, Fenerbahçe) teams achter hem aan zaten. Uiteindelijk trok Fenerbahçe aan het langste eind. Ali Bilgin vervulde bij deze club voornamelijk de rol van invaller. In 2010 trok hij naar Kayserispor. Een jaar later volgde een transfer naar Kasımpaşa SK.

## Carrière
| Seizoen                    | Land                       | Club                       | Competitie        | Wedstrijden | Goals |
| -------------------------- | -------------------------- | -------------------------- | ----------------- | ----------- | ----- |
| 2000/01                    | Duitsland                  | Rot-Weiss Essen            | Regionalliga      | 5           | 1     |
| 2001/02                    | Duitsland                  | Rot-Weiss Essen            | Regionalliga      | 12          | 0     |
| 2002/03                    | Duitsland                  | Rot-Weiss Essen            | Regionalliga      | 29          | 4     |
| 2003/04                    | Duitsland                  | Rot-Weiss Essen            | Regionalliga      | 29          | 8     |
| 2004/05                    | Duitsland                  | Rot-Weiss Essen            | Zweite Bundesliga | 24          | 4     |
| 2005/06                    | Duitsland                  | Rot-Weiss Essen            | Regionalliga      | 21          | 6     |
| 2006/07                    | Turkije                    | Antalyaspor                | Süper Lig         | 29          | 6     |
| 2007/08                    | Turkije                    | Fenerbahçe                 | Süper Lig         | 19          | 2     |
| 2008/09                    | Turkije                    | Fenerbahçe                 | Süper Lig         | 14          | 0     |
| 2009/10                    | Turkije                    | Fenerbahçe                 | Süper Lig         | 1           | 0     |
| 2010/11                    | Turkije                    | Kayserispor                | Süper Lig         | 15          | 2     |
| 2011/12                    | Turkije                    | Kasımpaşa SK               | 1. Lig            | 0           | 0     |
| Bijgewerkt tot 29 sep 2011 | Bijgewerkt tot 29 sep 2011 | Bijgewerkt tot 29 sep 2011 | Totaal            | 198         | 33    |